# Nazgulia petiolata
Nazgulia petiolata är en stekelart som beskrevs av Karl-Johan Hedqvist 1973. Nazgulia petiolata ingår i släktet Nazgulia och familjen puppglanssteklar.
Artens utbredningsområde är:
- Nederländerna.
- Sverige.

Arten är reproducerande i Sverige. Inga underarter finns listade i Catalogue of Life.